# Malevolence
Malevolence est un groupe de metalcore britannique originaire de Sheffield. Entre 2013 et 2022, le groupe a publié trois albums studio et un EP. 

## Biographie
Malevolence est officiellement formé en 2010 lorsqu'Alex Taylor rejoint Josh Baines et Konan Hall qui s'étaient rencontrés à l'école primaire à Sheffield et avaient commencé à jouer de la musique ensemble dès l'âge de 12 ans. Le groupe sorti sa première démo l'année suivante.
En 2013, le groupe rejoint le label Siege of Amida Records et publie son premier album: Reign of Suffering le 23 novembre de la même année. En 2014, le groupe participe à la tournée européenne de Dying Fetus avec Goatwhore et Fallujah.
Le 19 mai 2017, le groupe publie un deuxième album, Self Supremacy, sorti chez Beatdown Heardwear Records. En 2018, le groupe joue en première partie de Despised Icon sur leur tournée britannique avec Archspire et Vulvodynia puis participent au Download Festival. En 2019, le groupe partage la scène avec Misery Signals, Darkest Hour, Unearth et Knocked Loose au cours de différentes tournées. Le groupe crée également son propre label la même année: MLVLTD.
Après un EP, The Other Side, sorti en 2020, le groupe publie son troisième album, Malicious Intent, le 20 mai 2022 sur le label Nuclear Blast.
Une tournée avec Obituary, Heaven Shall Burn et Trivium est prévue en 2023.

## Membres
- Alex Taylor – voix
- Josh Baines – guitare
- Konan Hall – guitare, voix
- Wilkie Robinson – basse
- Charlie Thorpe – batterie

## Discographie
Albums studio
- Reign of Suffering (2013)
- Self Supremacy (2017)
- Malicious Intent (2022)

EPs
- The Other Side (2020)